# Pueblos de Asia Oriental
Pueblos de Asia Oriental (asiáticos orientales, asiáticos del noreste u orientales) es un término utilizado para los grupos y subgrupos étnicos indígenas de Asia oriental, que consiste en China, Hong Kong, Macao, Japón, Mongolia, Corea del Norte, Corea del Sur y Taiwán. Los principales grupos étnicos que forman el núcleo de Asia oriental son los de la etnia han, etnia coreana y el pueblo Yamato. Otros grupos étnicos del este de Asia incluyen a los bai, hui, tibetanos, manchúes, ryukyuan, ainu, zhuang y mongoles.

## Cultura

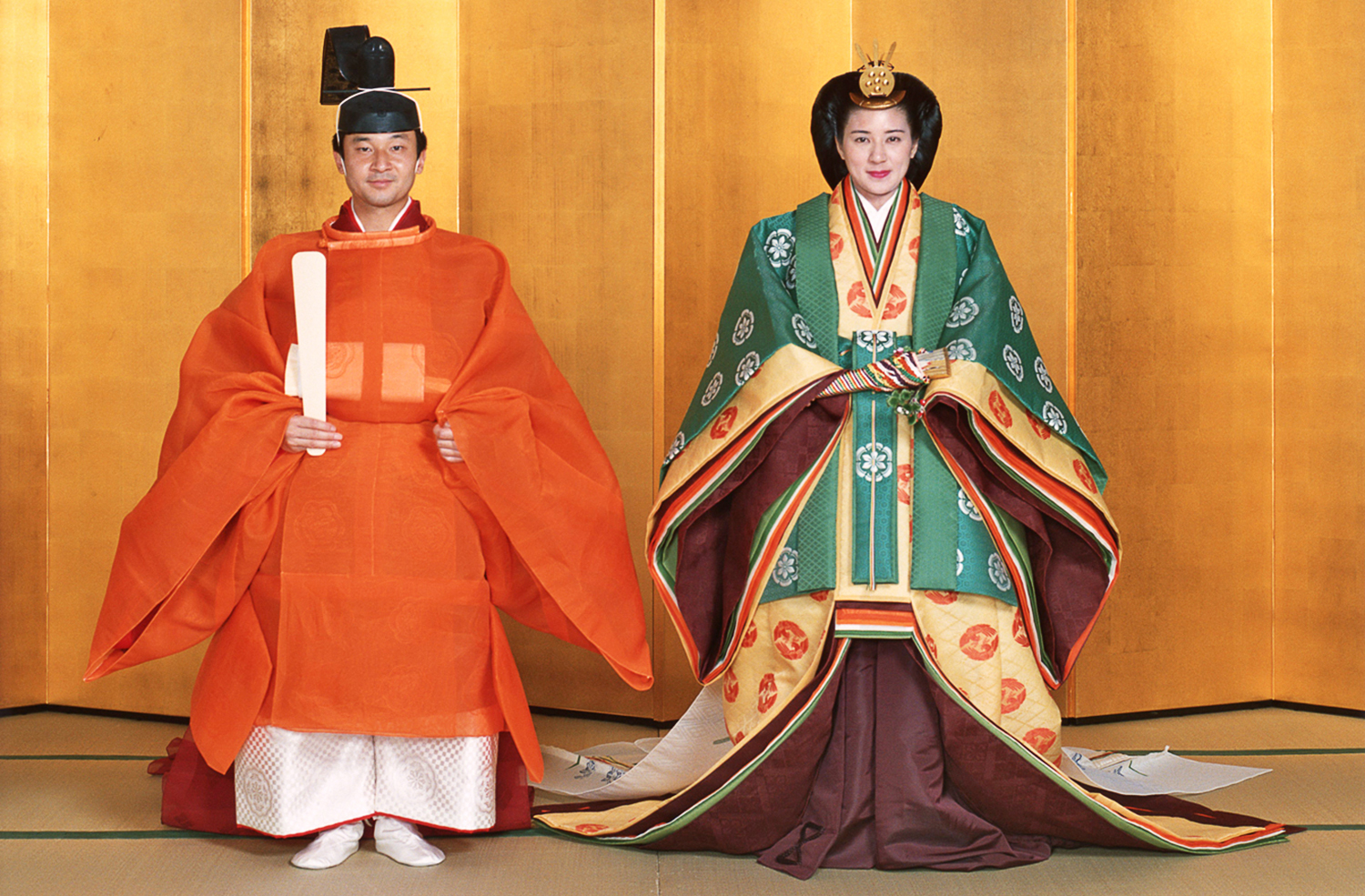
Ceremonia de boda de la familia imperial japonesa con kimono, tradición del pueblo Yamato.

Las principales familias lingüísticas del este de Asia son las familias siníticas, japonesas y coreanas. Otras familias de idiomas incluyen las tibetano-birmanas, lenguas ainu, mongólicas, tunguses, túrquicas, hmong-mien, tai-kadai, austronesias y austroasiáticas.
A lo largo de los siglos, la mayor influencia en el este de Asia ha sido históricamente de China, donde el alcance de su influencia cultural generalmente se conoce como la sinoesfera que sentó las bases de la civilización del este de Asia. La cultura china no solo sirvió de base para su propia sociedad y civilización, sino también para sus vecinos de Asia oriental, Japón y Corea. El conocimiento e ingenio de la civilización china y sus clásicos de la literatura y cultura fueron vistos como los cimientos de una vida civilizada en el este de Asia. China sirvió como un vehículo a través del cual se adoptó la filosofía ética confuciana, los sistemas de calendario chinos, sistemas políticos y legales, estilo arquitectónico, dieta, terminología, instituciones, creencias religiosas, los exámenes imperiales que enfatizaron el conocimiento de los clásicos chinos, filosofía política y cultura, además de compartir históricamente un sistema de escritura común reflejado en las historias de Japón y Corea. La relación entre China y su influencia cultural en el este de Asia se ha comparado con la influencia histórica de la civilización grecorromana en Europa y el mundo occidental. Las principales características exportadas por China hacia Japón y Corea incluyen características lingüísticas derivadas del chino compartido, así como filosofías sociales y morales similares derivadas del pensamiento confuciano.
La escritura china de caracteres Han ha sido una característica unificadora en el este de Asia como vehículo para exportar su cultura a sus vecinos del este. Los caracteres chinos se convirtieron en el lenguaje unificador de la política burocrática y la expresión religiosa en la región del este de Asia. La escritura china se pasó primero a Corea y luego a Japón, donde forma un componente importante del sistema de escritura japonés. En Corea, sin embargo, Sejong el Grande inventó el alfabeto hangul, que desde entonces se ha utilizado como el principal sistema ortográfico para el idioma coreano. En Japón, gran parte del idioma japonés está escrito en hiragana y katakana además de caracteres chinos.

## Historia y Origen Genético

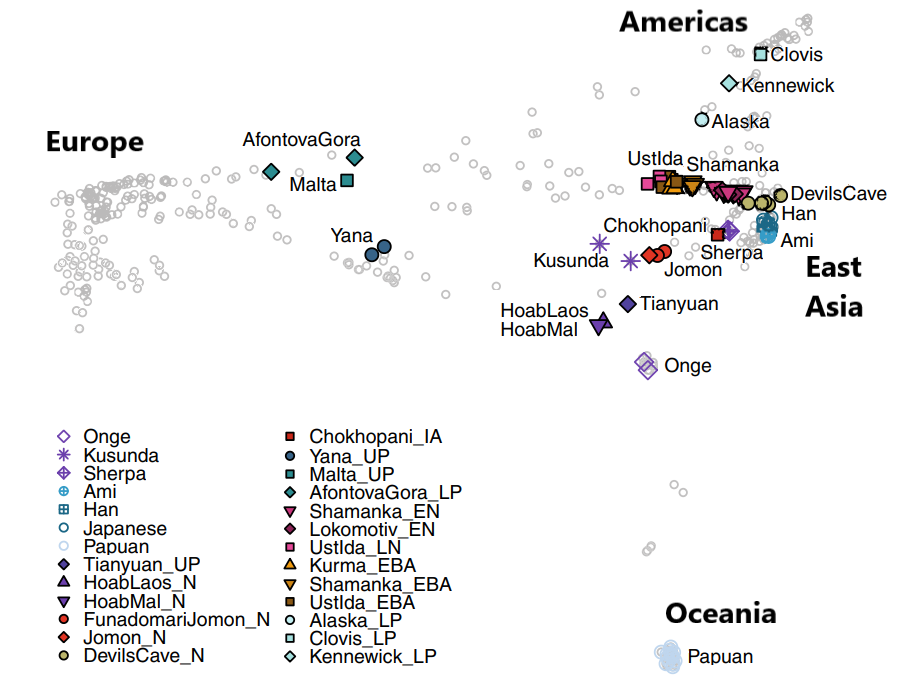
Análisis de componentes principales de individuos antiguos y modernos de poblaciones euroasiáticas.

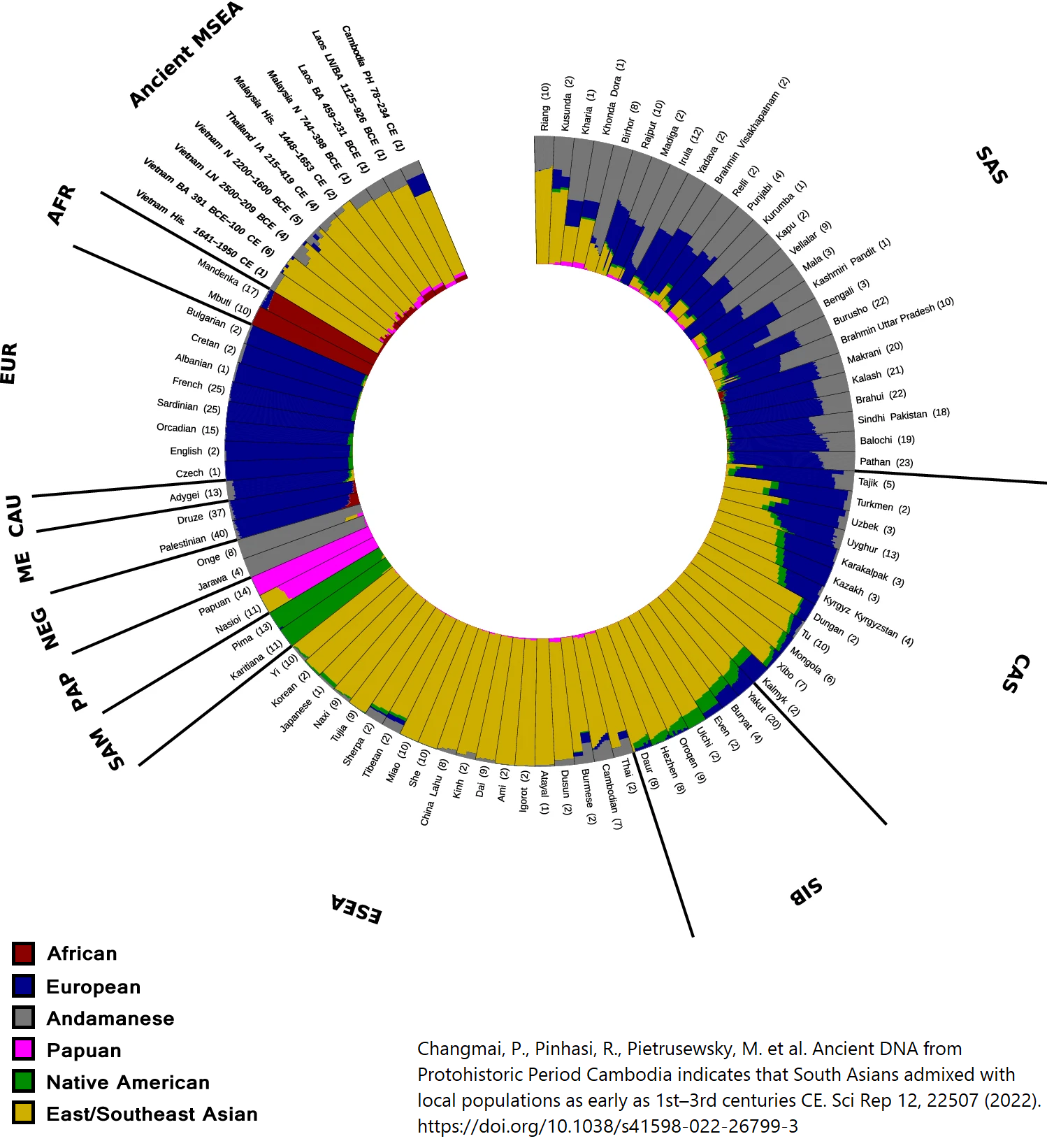
Ancestro genético humano K6.

Durante la colonización del mundo, el Homo sapiens llegó al este de Asia hace unos 50.000 años (50 kya). Los primeros linajes "fuera de África" (70 kya) se separaron en linajes reconocibles de Asia oriental y Eurasia occidental en algún lugar del suroeste de Asia a una distancia de aproximadamente 50 kya. Los primeros asiáticos orientales ingresaron al sudeste asiático utilizando una ruta del sur a través de la India. Esta ascendencia temprana de Asia oriental divergió aún más durante el Último Máximo Glacial, descendiendo del sudeste asiático continental y haciendo una contribución significativa a la población de las Américas a través de la ruta terrestre de Bering alrededor de 25 kya. Se estima que el fenotipo mongoloide moderno se desarrolló por completo en algún lugar del centro de China hace unos 35.000 años. Los fenotipos paleo-mongoloides anteriores de los primeros asiáticos orientales fueron reemplazados o prevalecieron en poblaciones geográficamente distantes.
A partir de estudios de Y-DNA, los linajes paternos de Asia oriental parecen haberse expandido en Asia hace unos 50 000 años a partir de una población de fuente única con marcadores genéticos ancestrales como C, D y K (N, O y P, M y S) Viajaron a través del Himalaya hasta el sudeste asiático.

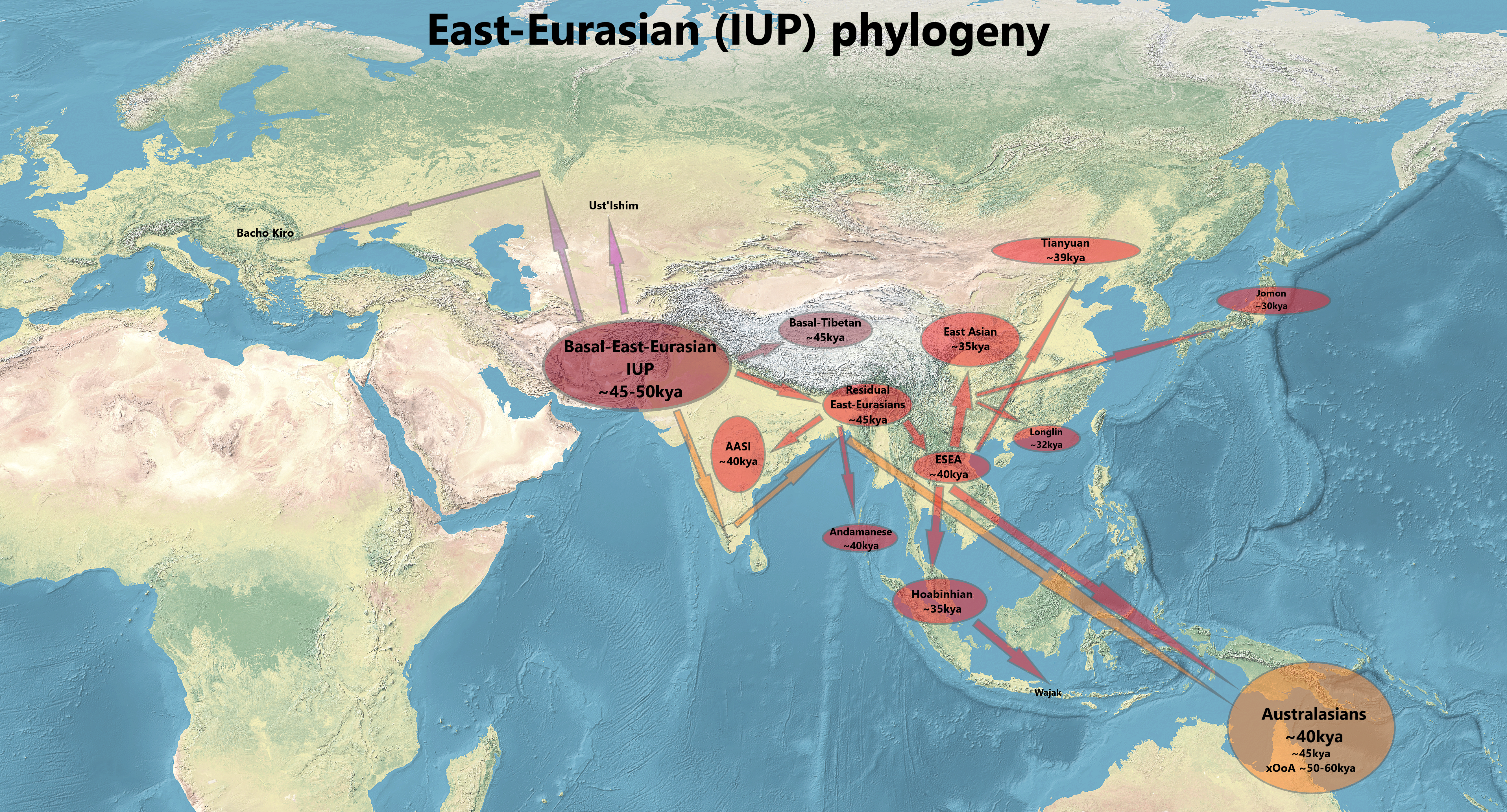
Filogenia de Eurasia oriental: los linajes ESEA de los ancestros inmediatos de los asiáticos orientales se originaron en el sudeste asiático continental y el sur de China y se expandieron hacia el exterior.

Los datos genéticos muestran que una "población basal de Asia oriental" distinta (denominada "ascendencia de Asia oriental y sudoriental" (abreviatura: "ESEA"); los ancestros de los asiáticos orientales modernos, los asiáticos sudorientales, los polinesios y los siberianos) se originaron en el sudeste asiático continental ( c.45, 000 BC), y se expandió a través de múltiples oleadas de migración hacia el sur y hacia el norte. Este "linaje ESEA" es también el antepasado de los cazadores-recolectores Hoabinhian (Negritos) del sudeste asiático y el linaje Tianyuan (~ 40,000BCe) que se encuentra en el norte de China. La ascendencia "ESEA" proviene de la metapoblación más amplia de "Eurasia oriental", que también es el antepasado de los indios aborígenes ("AASI") y los australianos ("AA").